# 1964 dans les chemins de fer
Chronologie des chemins de fer
1963 dans les chemins de fer - 1964 - 1965 dans les chemins de fer

## Évènements
- Fin des livraisons des locomotives électriques BB 16500.

### Février
- 1er février : accident ferroviaire d'Altamirano de 1964

### Octobre
- 1er octobre, Japon : à l'occasion des jeux olympiques de Tokyo, mise en service du premier tronçon du Shinkansen, la ligne Shinkansen Tōkaidō.